# Pep Subirós
Josep Subirós Puig (Figueras, Gerona, 1947-Torroella de Montgrí, 7 de mayo de 2016), más conocido como Pep Subirós, fue un narrador, ensayista y filósofo español, que generalmente escribió en catalán. Trabajó en 1997 como asesor del entonces alcalde de Barcelona, Pasqual Maragall. Fue director de la revista El Viejo Topo entre 1979 y 1982 y comisario de exposiciones, como 'Bamako '03' (Centro de Cultura Contemporánea de Barcelona, CCCB, 2003) y 'Apartheid' (CCCB, 2007). Algunos de sus libros han sido traducidos al alemán, español, francés e inglés. En 1996 ganó el Premio Josep Pla de narrativa por Cita a Tombuctú.

## Obras

### Ensayos
- 1984 Mites i raons de la modernitat
- 1992 L'esquerra i la qüestió nacional i altres paradoxes
- 1998 Breu història del futur i altres dispersions
- 2003 Sobre la felicitat i altres neguits

### Novelas
- 1992 Full de dames
- 1996 Cita a Tombuctú
- 2005 Todas las aguas se comunican
- 2006 Ara sé que és ella

### Libros de viajes
- 1993 La rosa del desert

## Premios
- 1996 Premio Josep Pla por Cita a Tombuctú